# Дзекановичі (Великопольське воєводство)
Дзекановичі (пол. Dziekanowice) — село в Польщі, у гміні Лубово Гнезненського повіту Великопольського воєводства.
Населення — 420 осіб (2011).
У 1975-1998 роках село належало до Познанського воєводства.

## Демографія
Демографічна структура станом на 31 березня 2011 року:
|          | Загалом | Допрацездатний вік | Працездатний вік | Постпрацездатний вік |
| -------- | ------- | ------------------ | ---------------- | -------------------- |
| Чоловіки | 211     | 52                 | 143              | 16                   |
| Жінки    | 209     | 37                 | 133              | 39                   |
| Разом    | 420     | 89                 | 276              | 55                   |